# Lipki (rejon orszański)
Lipki (biał. Ліпкі; ros. Липки, Lipki) – wieś na Białorusi, w obwodzie witebskim, w rejonie orszańskim, w sielsowiecie Wuscie.
Wieś położona jest przy drodze republikańskiej R76 i przy linii kolejowej Orsza – Mohylew. Graniczy z Bołbasowem.